# Тікичський заказник
Тікичський заказник — ентомологічний заказник місцевого значення. Об'єкт розташований на території Катеринопільського району Черкаської області, смт Катеринопіль.
Площа — 35 га, статус отриманий у 1983 році.